# Juntos, Fazemos a Festa
Juntos, Fazemos a Festa foi um talk show emitido nas tardes de sábado na TVI. O seu primeiro episódio foi emitido no dia 12 de dezembro de 2015, com apresentação de Cristina Ferreira. Também Fátima Lopes, Manuel Luís Goucha, Teresa Guilherme, Isabel Silva, Leonor Poeiras, Nuno Eiró, Mónica Jardim, Iva Domingues, Olívia Ortiz, Ruben Rua e Rita Pereira juntaram-se à apresentação do programa. A emissão "Anos de Ouro da TVI", conduzida por Cristina Ferreira, foi a mais vista deste programa. No dia 2 de junho de 2016 soube-se que a TVI tinha cancelado o programa sem nenhuma razão avançada.

## Programas
| Tema                        | Data                        | Apresentadores                                                         | Audiência                       | Espetadores |
| --------------------------- | --------------------------- | ---------------------------------------------------------------------- | ------------------------------- | ----------- |
| As Melhores Canções de 2015 | 12 de dezembro de 2015      | Cristina Ferreira                                                      | 7% de rating e 21,3% de share   | 665.000     |
| Os Presentes das Estrelas   | 19 de dezembro de 2015      | Fátima Lopes                                                           | 5,8% de rating e 17,8% de share | 551.000     |
| Pequenos & Reguilas         | 26 de dezembro de 2015      | Fátima Lopes                                                           | 7,1% de rating e 19,4% de share | 674.500     |
| Ano Novo, Vida Nova         | 2 de janeiro de 2016        | Manuel Luís Goucha                                                     | 6,4% de rating e 17,4% de share | 608.000     |
| Anos de Ouro da TVI         | 9 de janeiro de 2016        | Cristina Ferreira                                                      | 7,3% de rating e 19,6% de share | 693.500     |
| Novelas da Vida Real        | 16 de janeiro de 2016       | Teresa Guilherme e Isabel Silva                                        | 6,2% de rating e 19,2% de share | 589.000     |
| Rir é o Melhor Remédio      | 23 de janeiro de 2016       | Leonor Poeiras                                                         | 6,3% de rating e 19,4% de share | 598.500     |
| Tudo por um Sonho           | 30 de janeiro de 2016       | Mónica Jardim e Nuno Eiró                                              | 5,6% de rating e 16,9% de share | 532.000     |
| Febre da Dança              | 6 de fevereiro de 2016      | Iva Domingues                                                          | 6,6% de rating e 18% de share   | 627.000     |
| Vozes do Coração            | 13 de fevereiro de 2016     | Leonor Poeiras                                                         | 5,8% de rating e 14,8% de share | 551.000     |
| Parabéns TVI                | 20 de fevereiro de 2016     | Fátima Lopes, Teresa Guilherme, Cristina Ferreira e Manuel Luís Goucha | 6,9% de rating e 23,9% de share | 655.500     |
| Tudo em Família             | 27 de fevereiro de 2016     | Nuno Eiró                                                              | 6,9% de rating e 19,6% de share | 655.500     |
| Animais & Companhia         | 5 de março de 2016          | Leonor Poeiras                                                         | 5,6% de rating e 16,7% de share | 532.000     |
| Super Mulheres              | 12 de março de 2016         | Fátima Lopes                                                           | 4,8% de rating e 16,4% de share | 456.000     |
| Como Nasce Uma Estrela      | 19 de março de 2016         | Cristina Ferreira                                                      | 6,0% de rating e 18,5% de share | 570.000     |
| O Que É Feito de Si?        | 26 de março de 2016         | Iva Domingues                                                          | 6,0% de rating e 16,5% de share | 570.000     |
| Alto Astral                 | 2 de abril de 2016          | Nuno Eiró                                                              | 4,6% de rating e 14,6% de share | 437.000     |
| A Minha Terra               | 9 de abril de 2016          | Fátima Lopes                                                           | 5,1% de rating e 16,9% de share | 484.500     |
| Eu Tenho Dois Amores        | 16 de abril de 2016         | Leonor Poeiras                                                         | 5,7% de rating e 17,1% de share | 541.500     |
| Loucos Anos                 | 23 de abril de 2016         | Manuel Luís Goucha                                                     | 4,9% de rating e 17% de share   | 465.500     |
| Amigos Inseparáveis         | 30 de abril de 2016         | Cristina Ferreira                                                      | 4,2% de rating e 15,7% de share | 399 000     |
| O Meu Ídolo                 | 7 de maio de 2016           | Manuel Luís Goucha e Olívia Ortiz                                      | 5,8% de rating e 15,3% de share | 551.000     |
| (sem tema)                  | 14 de maio de 2016          | Fátima Lopes                                                           | 5,5% de rating e 15 % de share  | 522 500     |
| Parabéns Oceanário          | 21 de maio de 2016          | Cristina Ferreira, Rita Pereira e Rúben Rua                            | 5% de rating e 16,6% de share   | 475.000     |
| (sem tema)                  | 28 de maio de 2016          | Leonor Poeiras                                                         | 4,2% de rating e 12,8% de share | 399.000     |
| Audiência Média do Programa | Audiência Média do Programa | Audiência Média do Programa                                            | Audiência Média do Programa     | 552 140     |

### Apresentadores
| Apresentador       | 1.º | 2.º | 3.º | 4.º | 5.º | 6.º | 7.º | 8.º | 9.º | 10.º | 11.º | 12.º | 13.º | 14.º | 15.º | 16.º | 17.º | 18.º | 19.º | 20.º | 21.º | 22.º | 23.º | 24.º | 25.º |
| ------------------ | --- | --- | --- | --- | --- | --- | --- | --- | --- | ---- | ---- | ---- | ---- | ---- | ---- | ---- | ---- | ---- | ---- | ---- | ---- | ---- | ---- | ---- | ---- |
| Cristina Ferreira  | ✔   |     |     |     | ✔   |     |     |     |     |      | ✔    |      |      |      | ✔    |      |      |      |      |      | ✔    |      |      | ✔    |      |
| Fátima Lopes       |     | ✔   | ✔   |     |     |     |     |     |     |      | ✔    |      |      | ✔    |      |      |      | ✔    |      |      |      |      | ✔    |      |      |
| Manuel Luís Goucha |     |     |     | ✔   |     |     |     |     |     |      | ✔    |      |      |      |      |      |      |      |      | ✔    |      | ✔    |      |      |      |
| Teresa Guilherme   |     |     |     |     |     | ✔   |     |     |     |      | ✔    |      |      |      |      |      |      |      |      |      |      |      |      |      |      |
| Isabel Silva       |     |     |     |     |     | ✔   |     |     |     |      |      |      |      |      |      |      |      |      |      |      |      |      |      |      |      |
| Leonor Poeiras     |     |     |     |     |     |     | ✔   |     |     | ✔    |      |      | ✔    |      |      |      |      |      | ✔    |      |      |      |      |      | ✔    |
| Nuno Eiró          |     |     |     |     |     |     |     | ✔   |     |      |      | ✔    |      |      |      |      | ✔    |      |      |      |      |      |      |      |      |
| Mónica Jardim      |     |     |     |     |     |     |     | ✔   |     |      |      |      |      |      |      |      |      |      |      |      |      |      |      |      |      |
| Iva Domingues      |     |     |     |     |     |     |     |     | ✔   |      |      |      |      |      |      | ✔    |      |      |      |      |      |      |      |      |      |
| Olívia Ortiz       |     |     |     |     |     |     |     |     |     |      |      |      |      |      |      |      |      |      |      |      |      | ✔    |      |      |      |
| Rita Pereira       |     |     |     |     |     |     |     |     |     |      |      |      |      |      |      |      |      |      |      |      |      |      |      | ✔    |      |
| Rúben Rua          |     |     |     |     |     |     |     |     |     |      |      |      |      |      |      |      |      |      |      |      |      |      |      | ✔    |      |